# Mansa (Punjab)
Mansa (en panyabí: ਮਾਨਸਾ ) es una ciudad de la India, centro administrativo del distrito de Mansa en el Estado de Panyab.

## Geografía
Se encuentra a una altitud de 216 m s. n. m. a 183 km de la capital estatal, Chandigarh, en la zona horaria UTC +5:30.

## Demografía
Según estimación 2010 contaba con una población de 89889 habitantes.